# Tanystylum geminum
Tanystylum geminum är en havsspindelart som beskrevs av Stock, J.H. 1954. Tanystylum geminum ingår i släktet Tanystylum och familjen Ammotheidae. Inga underarter finns listade i Catalogue of Life.